# Versuch der Anstiftung zur Falschaussage
Der Versuch der Anstiftung zur Falschaussage ist ein strafbewehrter Tatbestand nach dem deutschen Strafrecht. Er ist in § 159 StGB geregelt. Systematisch liegt er in den Aussagedelikten.

## Gesetzessystematik
§ 159 StGB stellt eine Erweiterung des § 30 StGB dar, da er den Versuch der Anstiftung unter Strafe stellt. Der Versuch ist nicht schon von § 30 StGB umfasst, da es sich bei der falschen uneidlichen Aussage nach § 153 StGB und falschen Versicherung an Eides statt nach § 156 StGB um Vergehen nach § 12 Abs. 2 StGB handelt. Der Meineid nach § 154 StGB wird von § 159 StGB nicht erwähnt, da dieser einen Strafrahmen von mindestens einem Jahr aufweist, somit ein Verbrechen ist und schon von § 30 StGB umfasst wird.

## Tatbestand
Der Versuch der Anstiftung zur Falschaussage erfasst die Fälle, in denen auf die Aussageperson (Vordermann) eingewirkt wird und der mutmaßliche Täter (Hintermann) eine subjektiv falsche Aussage erreichen will. Ist die Beeinflussung erfolgreich, kommt nur Anstiftung zum Aussagedelikt in Betracht. Scheitert die Anstiftung, liegt eine versuchte Anstiftung zur Falschaussage vor. 
Typische Konstellation des § 159 StGB ist, dass der Hintermann versucht, einen Vordermann, der vor Gericht aussagen muss, anzustiften eine falsche Aussage zu tätigen. Der Vordermann lässt sich nicht anstiften, bleibt bei der Wahrheit oder sagt richtig aus. Daneben ist auch die Fallgestaltung erfasst, dass der Vordermann nur objektiv eine Falschaussage tätigt, subjektiv jedoch ohne Vorsatz handelt, da er z. B. von der Richtigkeit seiner Aussage überzeugt ist. Der Vordermann macht sich nicht nach § 153 StGB strafbar, da er ohne Vorsatz handelte. Der Hintermann kann sich nicht wegen Anstiftung zur Falschaussage strafbar machen, da keine rechtswidrige und vorsätzliche Haupttat vorliegt. Der Hintermann macht sich also lediglich wegen des Versuchs nach § 159 StGB strafbar.
Rechtspolitisch ist dies umstritten, da die versuchte Anstiftung zu einem Delikt bestraft wird, bei dem der Versuch nicht strafbar ist.

## Umstrittene Rechtsfragen
In der Literatur ist umstritten, ob sich der Hintermann auch dann strafbar macht, wenn er den Vordermann dazu anzustiften versucht, vor einer Stelle auszusagen, die gar keine zuständige Stelle für die Entgegennahme von (Falsch-)Aussagen ist. Dies wäre z. B. der Fall, wenn der Hintermann den Vordermann dazu bringen will, vor einem Bürgermeister (keine zuständige Stelle i. S. d. § 153 StGB) eine Falschaussage zu tätigen. Da § 159 StGB die Einrichtungen des Staates vor falschen Aussagen schützen will, muss wenigstens der objektive Tatbestand des § 153 StGB durch den Vordermann verwirklicht sein, um zu einer Strafbarkeit des Hintermannes zu kommen.